# Sida cordifolia
Sida cordifolia là một loài thực vật có hoa trong họ Cẩm quỳ. Loài này được Carl von Linné miêu tả khoa học đầu tiên năm 1753.